# Drepanosticta hongkongensis
Drepanosticta hongkongensis – gatunek ważki z rodziny Platystictidae.